# Hlubocké obory
Hlubocké obory este o arie protejată (arie de protecție specială avifaunistică — SPA) din Republica Cehă întinsă pe o suprafață de 3.321,57 ha, integral pe uscat.

## Localizare
Centrul sitului Hlubocké obory este situat la coordonatele 49°05′51″N 14°28′37″E / 49.0975°N 14.476944°E.

## Înființare
Situl Hlubocké obory a fost declarat arie de protecție specială avifaunistică în decembrie 2004 pentru a proteja 2 specii de animale.

## Biodiversitate
Situată în ecoregiunea continentală, aria protejată nu include niciun habitat protejat.
La baza desemnării sitului se află mai multe specii protejate de  păsări (2): ciocănitoarea de stejar (Dendrocopos medius), muscar-gulerat (Ficedula albicollis).